# Al-Awja
Al-Awja (arabisk: العوجا; også kendt som Al-Auja eller Al-Ouja) er en irakisk landsby i provinsen Salah ad Din
13 km øst for Tikrit. Landsbyen var fødested for den tidligere irakiske præsident Saddam Hussein og mange af lederne af de irakiske provinser under hans lederskab. Saddam Hussein blev begravet her den 31. december 2006.